# Копа д'Арђине (Павија)
Копа д'Арђине је насеље у Италији у округу Павија, региону Ломбардија.
Према процени из 2011. у насељу је живело 18 становника. Насеље се налази на надморској висини од 69 м.